# Thermochoria
Thermochoria is een geslacht van libellen (Odonata) uit de familie van de korenbouten (Libellulidae).

## Soorten
Thermochoria omvat 2 soorten:
- Thermochoria equivocata Kirby, 1889
- Thermochoria jeanneli (Martin, 1915)